# Бојна Чавоглаве
Бојна Чавоглаве, понекад називана и само Чавоглаве, јесте крајње националистичка фолк рок песма хрватскога певача Марка Перковића и бенда Томпсон. Песма је снимљена у току рата у Хрватској, али је најпознатија по употреби нацистичко-усташке симболике која је усмерена против Срба. Песма почиње забрањеним усташким покличом За дом спремни, док се у даљим стиховима глорификује погром Срба из Хрватске који се и десио крајем рата.

## Продукција
Марко Перковић је ступио у Збор народне гарде као добровољац током рата између хрватских сецесиониста и Југословенске народне армије. По ступању је добио аутомат „томпсон”, одакле му и потиче надимак. Бојна Чавоглаве је била његова прва песма.
У првој верзији песме уместо стиха „чујте српски добровољци, бандо четници”, стојало је: „чујте Баљци, Мирловићи, бандо четници.” Села Баљци и Мирловића Поље су суседна места Чавоглава, одакле је Перковић, и пре рата су била претежно насељена Србима. Перковић је једном приликом изјавио да се тих двоје села плашио током детињства и за њега су они представљали симбол српског отпора хрватске сецесије од СФРЈ.
Песма је касније поново прерађена и објављена као песма бенда Томпсон, којег је основао сам Марко Перковић. Она је првобитно објављена у новогодишњој ноћи између 1991. и 1992.
Спот за песму снимљен је током трајања рата у Хрватској, на линији фронта близу самих Чавоглава. Песма је настала у знак сећања на војнике који су се борили против југословенских снага код Чавоглава.

## Контроверзе
Увод у песму је усташки поздрав За дом спремни који је коришћен за време НДХ и који је забрањен према модерном хрватском закону. Високи прекршајни суд Хрватске је првобитно утврдио да је стих кривично дело, што је ризиковало забрану песме, али је Томпсон уложио жалбу на одлуку. Тај суд је уважио његову жалбу, дозволивши Томпсону да користи поздрав у песми и на концертима.
Контроверза је додатно појачана чињеницом да су навијачи мушке хрватске сениорске репрезентације у фудбалу узвикивали поклич приликом певања песме Бојна Чавоглаве пред финале Уефине Лиге нација 2023. Годину дана раније, приликом повратка хрватских навијача из Катара, у којем је Хрватска освојила бронзу, у авиону су коришћени усташки покличи приликом певања песме. На забави у Загребу поводом освајања бронзе у Катару, песму су отпевали и играчи Дејан Ловрен и Марцело Брозовић.